# Groupe Putia
Le groupe Putia ou Peitlerkofelgruppe est un chaînon montagneux du nord-ouest des Dolomites, situé dans le Tyrol du Sud en Italie.

## Géographie

### Situation
Le groupe Putia est relativement petit ; il est séparé du groupe des Odle par le val di Funes au sud, du groupe de la Plose au nord et du groupe du Puez par le val Badia à l'est. La vallée de l'Isarco se trouve à l'ouest et sépare le chaînon des Alpes sarentines.
Le groupe Putia est situé sur le territoire des municipalités de Funes et de San Martino in Badia et est en grande partie dans le parc naturel Puez - Odle.

### Géomorphologie
La plus grande partie du groupe se compose d'une chaîne de montagnes s'étendant dans une direction ouest-est, qui est coupée en deux par la forcella di Putia (Peitlerscharte). À l'est se trouve le Sasso Putia (Peitlerkofel) (2 875 m), le sommet principal éponyme du groupe, d'où une crête s'incline vers le val Badia au nord-est. À l'ouest de la forcella di Putia se trouve le Tullen (2 652 m), le Wälschen Ring (2 607 m) et la Ringspitze (2 625 m). Ensuite, une longue crête sinueuse et largement boisée descend vers l'ouest jusqu'à la vallée de l'Isarco. De la forcella di Putia, une courte crête mène au sud-ouest au Kreuzjoch, qui à son tour est divisé par le Kreuzkofeljoch, col culminé par le Col di Poma où se trouve le refuge Genova, propriété du CAI.

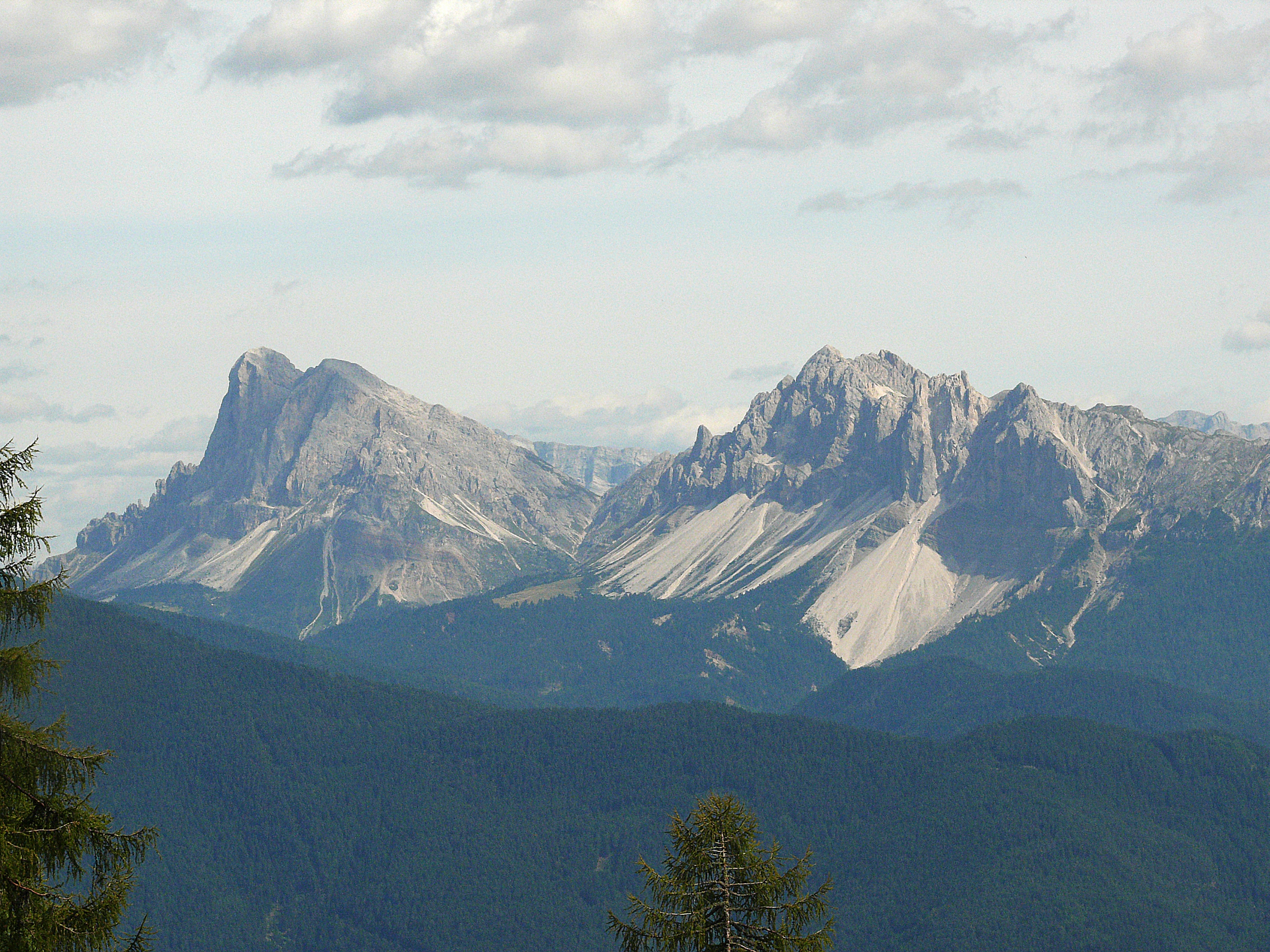
Le groupe Putia avec la forcella di Putia au milieu.
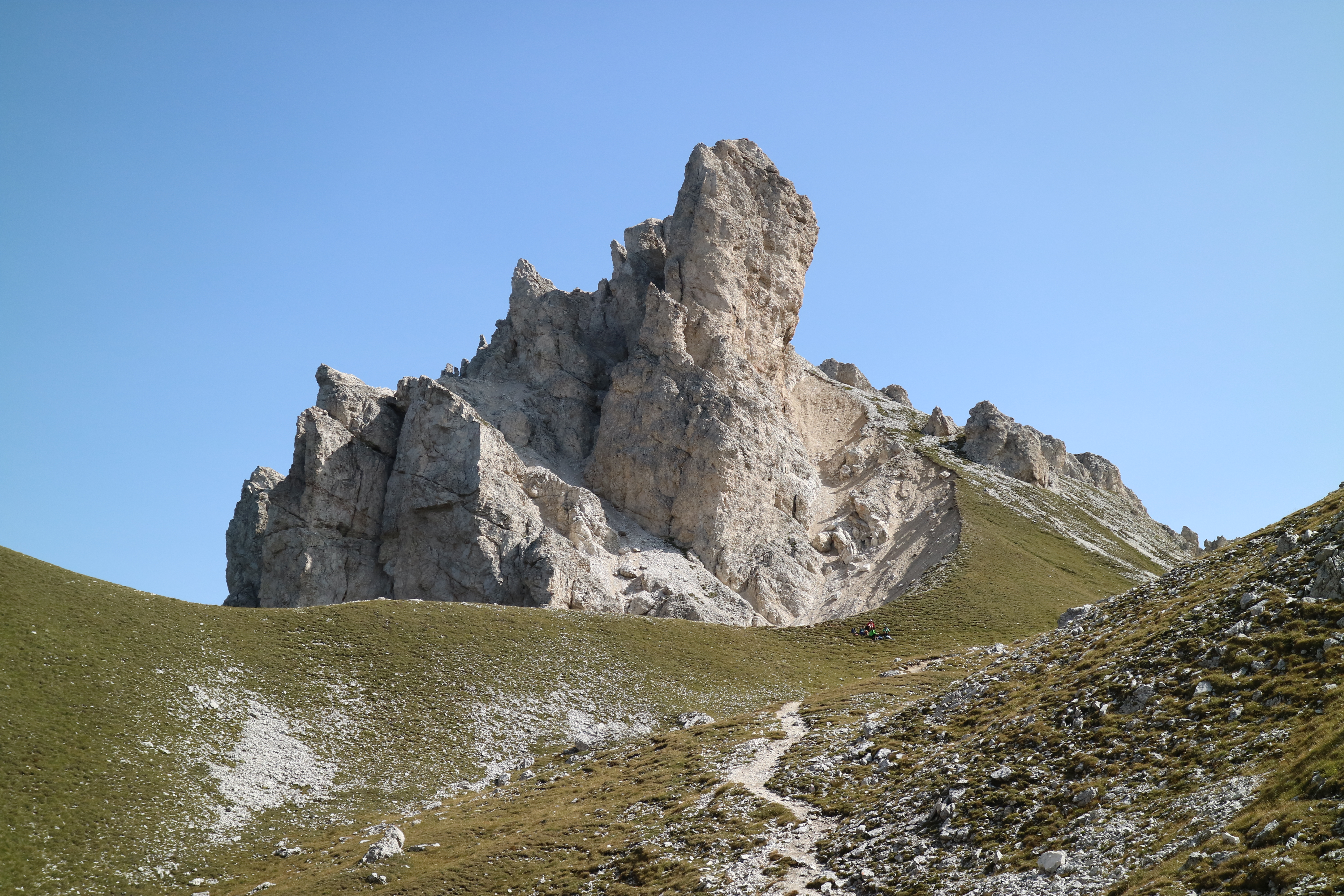
Le Weißlahngrat depuis le sud.
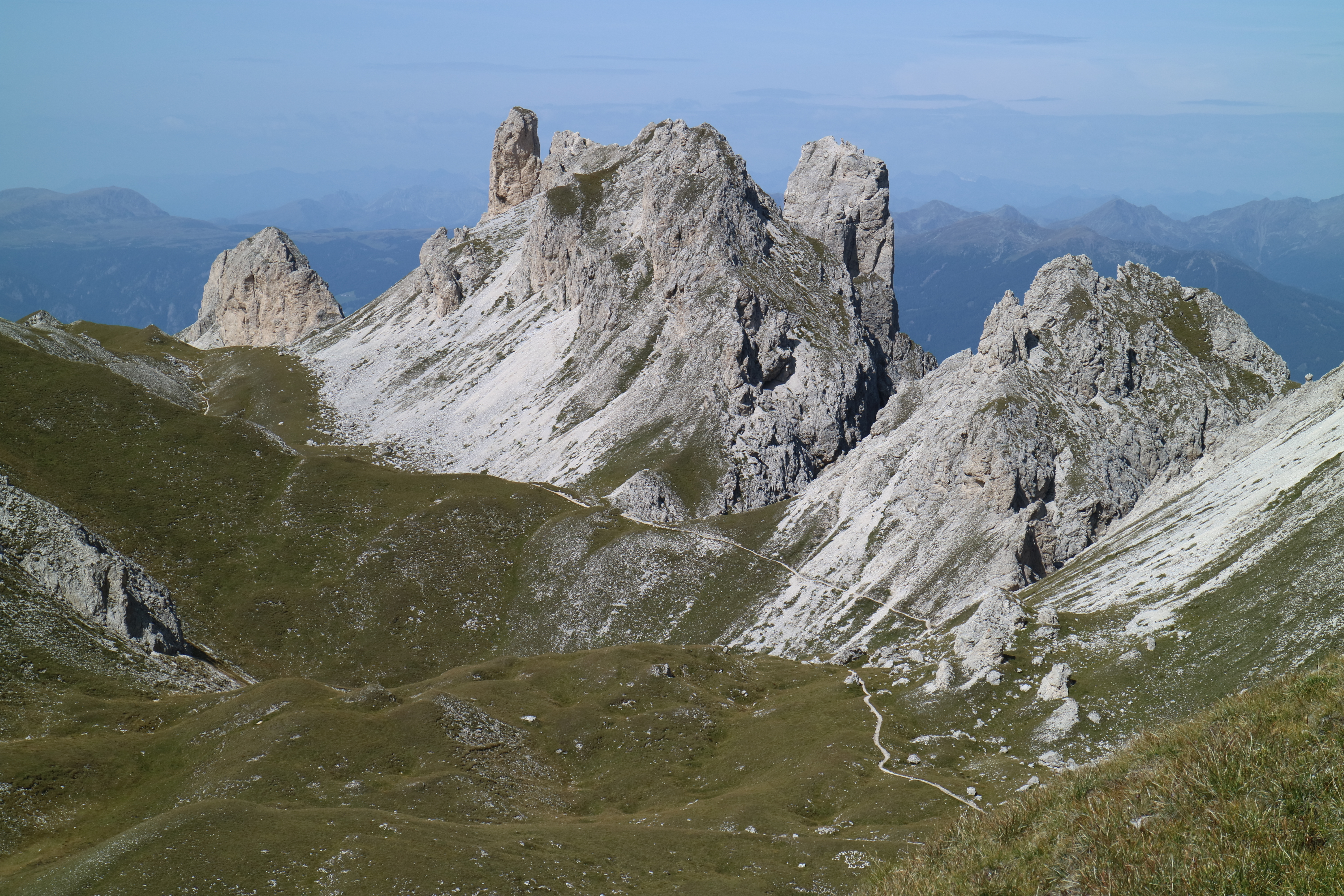
Le Weißlahngrat depuis l'est.
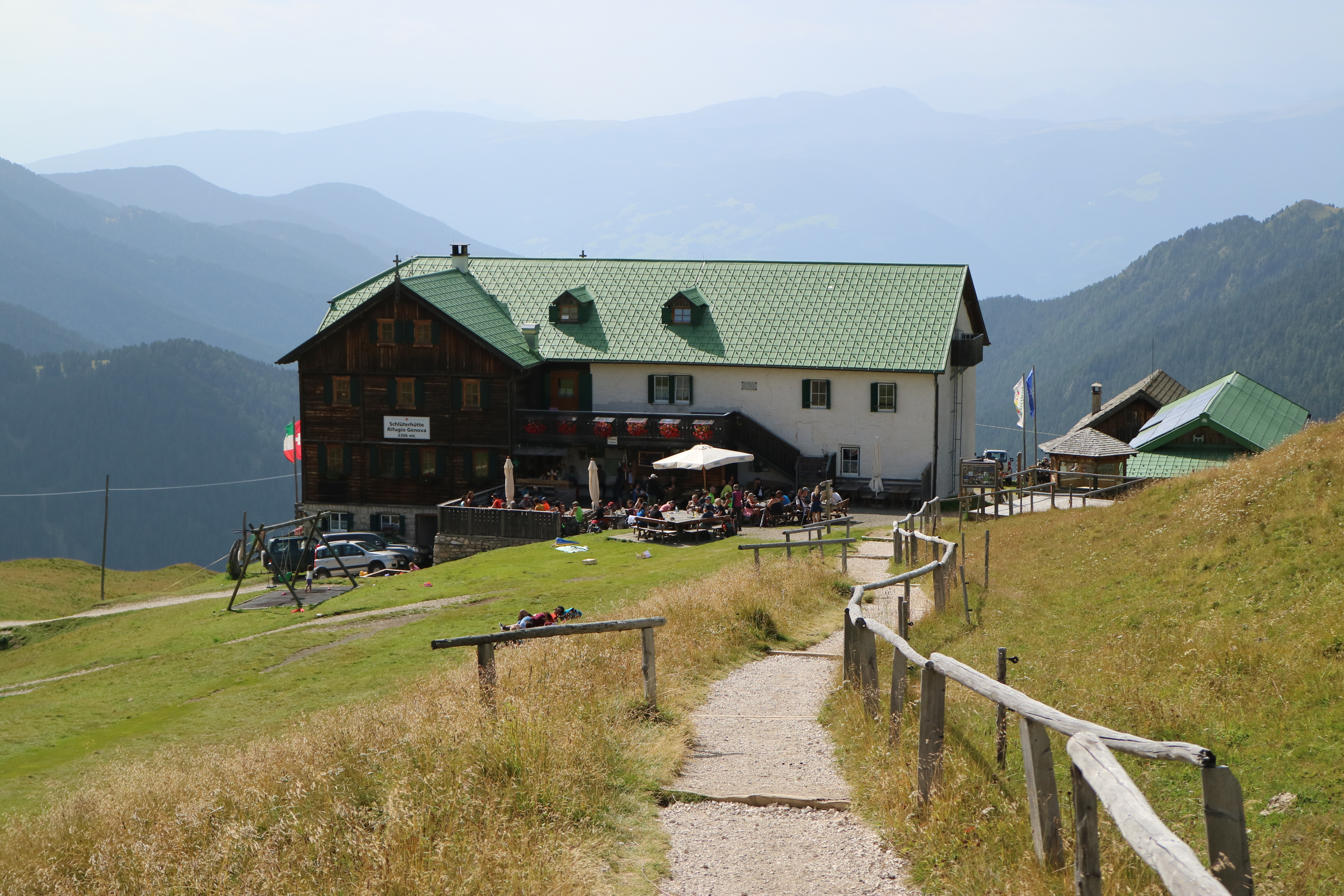
Le refuge Genova.
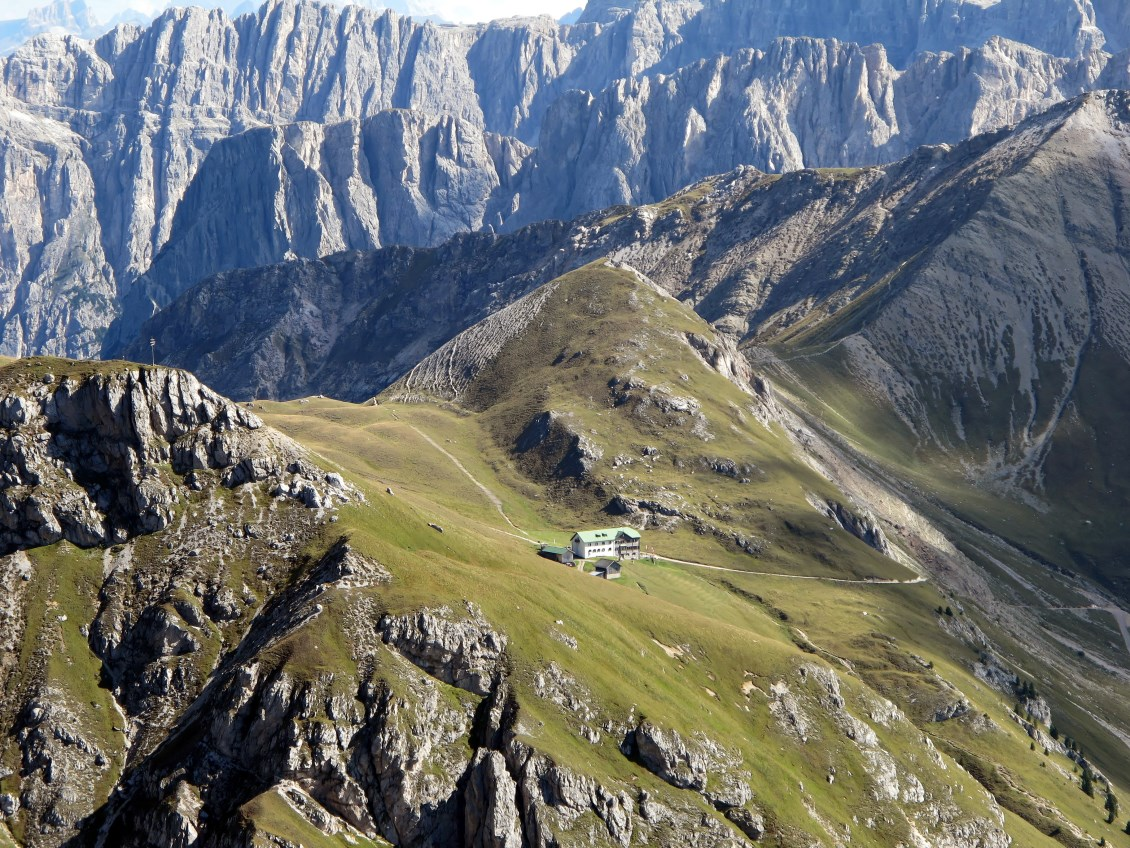
Vue plongeante sur le refuge Genova.